# Leichtathletik-Länderkampf der Männer 1965 BR Deutschland – USA
| 7. Leichtathletik-Länderkampf mit bundesdeutscher Beteiligung 1965 | 7. Leichtathletik-Länderkampf mit bundesdeutscher Beteiligung 1965 |
| ------------------------------------------------------------------ | ------------------------------------------------------------------ |
|                                                                    |                                                                    |
| Ländervergleich der Männer: BR Deutschland – USA                   |                                                                    |
| Austragungsort                                                     | Augsburg                                                           |
| Wettbewerbe                                                        | 22                                                                 |
| Datum                                                              | 11./12. August 1965                                                |
| 1. USA 2. FRG                                                      | 142 Punkte 091 Punkte                                              |
| Chronik                                                            |                                                                    |
| ← SWE-FRG (M)                                                      | FRG-USA (F) →                                                      |

Im siebten Vergleich des Länderkampfjahres 1965 traten die bundesdeutschen Männer zum vierten Mal gegen die USA an. Die US-Amerikaner kamen am 11./12. August wieder als weltbeste Leichtathletiknation nach Augsburg. Sämtliche vorangegangenen Aufeinandertreffen hatten sie für sich entschieden. Einen Tag später trugen die Frauen der beiden Länder in München ebenfalls einen Länderkampf aus.

## Wettbewerbe und Modus
Auf dem Programm standen 22 Disziplinen. Zusätzlich zu den bei Länderkämpfen üblichen zwanzig Wettbewerben wurden ein 10 000-m-Bahngehen und der Zehnkampf ausgetragen. Aus dem olympischen Wettbewerbskatalog fehlten nur der Marathonlauf und das Straßengehen über 20 und 50 Kilometer. Die Wertung erfolgte in allen Disziplinen nach dem Standardsystem.

## Rekorde
Im Rennen über 10.000 Meter stellten der US-amerikanische Olympiasieger von 1964 Billy Mills und der amtierende Deutsche Meister Lutz Philipp neue Landesrekorde auf.

## Ergebnis
Wie in allen Vergleichen dieser beiden Nationen dominierten die US-Amerikaner das Geschehen. Sie gewannen acht Einzelläufe, hier kam die Bundesrepublik Deutschland auf zwei Disziplinerfolge. Auch beide Staffeln gingen an die USA. Im Bereich Sprung entschied die Bundesrepublik den Dreisprung für sich, die anderen drei Wettbewerbe verbuchten die US-amerikanischen Sportler für sich. Sie siegten ebenso in allen vier Disziplinen in der Kategorie Wurf/Stoß. Den Zehnkampf sowie das Bahngehen hingegen sicherten sich die bundesdeutschen Athleten. Somit blieb die bundesdeutsche Mannschaft auch in diesem Jahr chancenlos und unterlag mit 142 zu 91 Punkten.

## Legende
Kurze Übersicht zur Bedeutung der Symbolik – so üblicherweise auch in sonstigen Veröffentlichungen verwendet:
| DNF | nicht im Ziel (did not finish) |
| DNS | nicht am Start (did not start) |
| NMH | keine Höhe (No Mark)           |
| ogV | ohne gültigen Versuch          |
| NR  | Nationaler Rekord              |
| DR  | Deutscher Rekord               |

## Resultate

### 100 m
| Platz | Athlet              | Land | Zeit (s) |
| ----- | ------------------- | ---- | -------- |
| 1     | George Anderson     | USA  | 10,2     |
| 2     | Manfred Knickenberg | FRG  | 10,3     |
| 3     | Jim Hines           | USA  | 10,4     |
| 4     | Fritz Obersiebrasse | FRG  | 10,5     |

Datum: 11. August

### 200 m
| Platz | Athlet             | Land | Zeit (s) |
| ----- | ------------------ | ---- | -------- |
| 1     | Adolph Plummer     | USA  | 20,8     |
| 2     | Jim Hines          | USA  | 20,9     |
| 3     | Martin Jellinghaus | FRG  | 21,2     |
| 4     | Dieter Enderlein   | FRG  | 21,3     |

Datum: 12. August

### 400 m
| Platz | Athlet           | Land | Zeit (s) |
| ----- | ---------------- | ---- | -------- |
| 1     | Jürgen Kalfelder | FRG  | 46,3     |
| 2     | Jay Luck         | USA  | 46,8     |
| 3     | Donald Owens     | USA  | 47,0     |
| 4     | Jens Ulbricht    | FRG  | 47,3     |

Datum: 11. August

### 800 m
| Platz | Athlet             | Land | Zeit (min) |
| ----- | ------------------ | ---- | ---------- |
| 1     | Tom Farrell        | USA  | 1:48,8     |
| 2     | George Germann     | USA  | 1:49,0     |
| 3     | Franz-Josef Kemper | FRG  | 1:49,2     |
| 4     | Dirk von Maltitz   | FRG  | 1:50,9     |

Datum: 11. August

### 1500 m
| Platz | Athlet        | Land | Zeit (min) |
| ----- | ------------- | ---- | ---------- |
| 1     | Jim Ryun      | USA  | 3:41,6     |
| 2     | Jim Grelle    | USA  | 3:42,3     |
| 3     | Bodo Tümmler  | FRG  | 3:46,0     |
| 4     | Klaus Prenner | FRG  | 3:46,8     |

Datum: 12. August

### 5000 m
| Platz | Athlet         | Land | Zeit (min) |
| ----- | -------------- | ---- | ---------- |
| 1     | Harald Norpoth | FRG  | 13:47,8    |
| 2     | Garry Lindgren | USA  | 13:50,4    |
| 3     | Werner Girke   | FRG  | 13:50,4    |
| 4     | Bob Schul      | USA  | 14:47,6    |

Datum: 11. August
Der Olympiasieger von 1964 Bob Schul verletzte sich, lief das Rennen jedoch zu Ende.

### 10.000 m
| Platz | Athlet       | Land | Zeit (min) |
| ----- | ------------ | ---- | ---------- |
| 1     | Billy Mills  | USA  | 28:17,6 NR |
| 2     | Lutz Philipp | FRG  | 28:35,6 DR |
| 3     | Ron Larrieu  | USA  | 29:18,4000 |
| 4     | Arno Krausse | FRG  | 30:27,4000 |

Datum: 12. August

### 110 m Hürden
| Platz | Athlet          | Land | Zeit (s) |
| ----- | --------------- | ---- | -------- |
| 1     | Blaine Lindgren | USA  | 13,8     |
| 2     | Roger Morgan    | USA  | 14,0     |
| 3     | Werner Trzmiel  | FRG  | 14,2     |
| 4     | Hinrich John    | FRG  | 14,2     |

Datum: 11. August

### 400 m Hürden
| Platz | Athlet          | Land | Zeit (s) |
| ----- | --------------- | ---- | -------- |
| 1     | Ron Whitney     | USA  | 50,2     |
| 2     | Rex Cawley      | USA  | 50,2     |
| 3     | Rainer Schubert | FRG  | 51,6     |
| 4     | Ferdinand Haas  | FRG  | 52,3     |

Datum: 12. August

### 3000 m Hindernis
| Platz | Athlet            | Land | Zeit (min) |
| ----- | ----------------- | ---- | ---------- |
| 1     | George Young      | USA  | 8:41,8     |
| 2     | Manfred Letzerich | FRG  | 8:43,5     |
| 3     | Jeff Fishback     | USA  | 8:45,0     |
| 4     | Helmut Neumann    | FRG  | 8:48,8     |

Datum: 12. August

### 4 × 100 m Staffel
| Platz | Besetzung      | Land                                                                   | Zeit (s) |
| ----- | -------------- | ---------------------------------------------------------------------- | -------- |
| 1     | USA            | George Anderson Adolph Plummer Fred Kuller Jim Hines                   | 39,5     |
| 2     | BR Deutschland | Manfred Knickenberg Josef Schwarz Dieter Enderlein Fritz Obersiebrasse | 39,9     |

Datum: 11. August

### 4 × 400 m Staffel
| Platz | Besetzung      | Land                                                          | Zeit (min) |
| ----- | -------------- | ------------------------------------------------------------- | ---------- |
| 1     | USA            | Lynn Saunders Jay Luck Donald Owens Rex Cawley                | 3:04,8     |
| 2     | BR Deutschland | Rainer Kunter Werner Thiemann Jürgen Kalfelder Manfred Kinder | 3:04,8     |

Datum: 12. August

### 10.000 m Bahngehen
| Platz | Athlet          | Land | Zeit (min) |
| ----- | --------------- | ---- | ---------- |
| 1     | Karl-Heinz Pape | FRG  | 45:20,4    |
| 2     | Ron Laird       | USA  | 46:06,2    |
| 3     | Jack Mortland   | USA  | 47:57,2    |
| 4     | Hannes Koch     | FRG  | 49:20,8    |

Datum: 12. August

### Hochsprung
| Platz | Athlet                | Land | Höhe (m) |
| ----- | --------------------- | ---- | -------- |
| 1     | Otis Burrell          | USA  | 2,08     |
| 2     | Ingomar Sieghart      | FRG  | 2,08     |
| 3     | Ed Caruthers          | USA  | 2,08     |
| 4     | Wolfgang Schillkowski | FRG  | 2,00     |

Datum: 12. August

### Stabhochsprung
| Platz | Athlet             | Land | Höhe (m) |
| ----- | ------------------ | ---- | -------- |
| 1     | John Pennel        | USA  | 4,90     |
| 2     | Klaus Lehnertz     | FRG  | 4,70     |
| 3     | Jeff Chase         | USA  | 4,60     |
| NMH   | Wolfgang Reinhardt | FRG  | ogV      |

Datum: 11. August

### Weitsprung
| Platz | Athlet             | Land | Weite (m) |
| ----- | ------------------ | ---- | --------- |
| 1     | Ralph Boston       | USA  | 8,03      |
| 2     | Hans-Helmut Trense | FRG  | 7,81      |
| 3     | Jörg Jüttner       | FRG  | 7,68      |
| 4     | Gayle Hopkins      | USA  | 7,57      |

Datum: 11. August

### Dreisprung
| Platz | Athlet           | Land | Weite (m) |
| ----- | ---------------- | ---- | --------- |
| 1     | Michael Sauer    | FRG  | 15,68     |
| 2     | Ralph Boston     | USA  | 15,30     |
| 3     | Hans-Jörg Müller | FRG  | 15,07     |
| 4     | Gayle Hopkins    | USA  | 14,47     |

Datum: 12. August

### Kugelstoßen
| Platz | Athlet               | Land | Weite (m) |
| ----- | -------------------- | ---- | --------- |
| 1     | John McGrath         | USA  | 18,97     |
| 2     | Dave Maggard         | USA  | 18,63     |
| 3     | Heinfried Birlenbach | FRG  | 18,22     |
| 4     | Werner Heger         | FRG  | 18,02     |

Datum: 12. August

### Diskuswurf
| Platz | Athlet          | Land | Weite (m) |
| ----- | --------------- | ---- | --------- |
| 1     | Dave Weill      | USA  | 56,97     |
| 2     | Hein-Direck Neu | FRG  | 55,64     |
| 3     | Jens Reimers    | FRG  | 55,01     |
| 4     | John McGrath    | USA  | 54,22     |

Datum: 11. August

### Hammerwurf
| Platz | Athlet       | Land | Weite (m) |
| ----- | ------------ | ---- | --------- |
| 1     | Ed Burke     | USA  | 69,02     |
| 2     | Uwe Beyer    | FRG  | 65,72     |
| 3     | George Frenn | USA  | 64,10     |
| 4     | Hans Fahsl   | FRG  | 61,28     |

Datum: 11. August

### Speerwurf
| Platz | Athlet          | Land | Weite (m) |
| ----- | --------------- | ---- | --------- |
| 1     | William Floerke | USA  | 79,68     |
| 2     | Rolf Herings    | FRG  | 77,13     |
| 3     | Larry Stuart    | USA  | 75,05     |
| 4     | Peter Mörbel    | FRG  | 73,52     |

Datum: 12. August

### Zehnkampf
| Platz | Name           | Nation | Punkte | 100 m  | Weit- sprung | Kugel- stoßen | Hoch- sprung | 400 m  | 110 m Hürden | Diskus- wurf                          | Stabhoch- sprung                      | Speer- wurf                           | 1500 m                                |
| ----- | -------------- | ------ | ------ | ------ | ------------ | ------------- | ------------ | ------ | ------------ | ------------------------------------- | ------------------------------------- | ------------------------------------- | ------------------------------------- |
| 01    | Horst Beyer    | FRG    | 7636   | 11,1 s | 7,20 m       | 14,04 m       | 1,95 m       | 50,2 s | 15,0 s       | 39,64 m                               | 4,20 m                                | 52,55 m                               | 4:28,1 min                            |
| 02    | Bill Toomey    | USA    | 7584   | 10,9 s | 7,24 m       | 12,92 m       | 1,84 m       | 47,6 s | 15,4 s       | 42,04 m                               | 3,70 m                                | 57,51 m                               | 4:28,0 min                            |
| 03    | Don Shy        | USA    | 7430   | 10,9 s | 7,29 m       | 14,24 m       | 1,92 m       | 50,5 s | 13,9 s       | 42,36 m                               | 3,50 m                                | 56,81 m                               | 5:19,1 min                            |
| 04    | Wolfgang Heise | FRG    | 7182   | 11,2 s | 6,85 m       | 13,77 m       | 1,70 m       | 49,3 s | 15,4 s       | 36,84 m                               | 3,80 m                                | 61,46 m                               | 4:38,3 min                            |
| DNF   | Jörg Mattheis  | FRG    |        | 11,2 s | 6,77 m       | 13,81 m       | 1,75 m       | 51,5 s | DNS          | zum zweiten Tag nicht mehr angetreten | zum zweiten Tag nicht mehr angetreten | zum zweiten Tag nicht mehr angetreten | zum zweiten Tag nicht mehr angetreten |
| DNF   | Russ Hodge     | USA    |        | 11,3 s | 6,21 m       | 15,44 m       | 1,70 m       | 58,4 s | DNS          | zum zweiten Tag nicht mehr angetreten | zum zweiten Tag nicht mehr angetreten | zum zweiten Tag nicht mehr angetreten | zum zweiten Tag nicht mehr angetreten |